# 主日字母
主日字母是一种用A到G的字母代表以7天为周期的日期的方法，其中字母A总是代表1月1日。一个主日字母既可以代表一天，也可以代表一年。它可以帮助计算给定的日期为周几，也可以用来计算复活节的日期。
对于平年，以其的第一个周日的字母代表该年度，例如2025年的第一个周日是1月5日，因此它的主日字母即为E。
在闰年中，闰日可能会有它的主日字母。在1582年原始的天主教方案中，闰日有它的主日字母，但在1752年英国国教方案中却没有。天主教方案中，2月的第29天是由重复3月1日前的第6天得来的，因此这两天都具有主日字母F。而在英国方案中，第29天是由增加在平年中不存在的一天得来的，因此它没有它自己的主日字母。
不管在哪种情况下，其它日期在每年都拥有相同的主日字母，但主日字母对应的周几会在闰年的闰日（即2月24日或29日）前后发生变化。因此闰年拥有两个对应的主日字母：第一个对应1月与2月的大部，另一个对应剩下的时间。

## 例子
- 2001 G
- 2002 F
- 2003 E
- 2004 DC
- 2005 B
- 2006 A
- 2007 G
- 2008 FE
- 2009 D
- 2010 C
- 2011 B
- 2012 AG
- 2013 F
- 2014 E
- 2015 D
- 2016 CB
- 2017 A
- 2018 G
- 2019 F
- 2020 ED
- 2021 C
- 2022 B
- 2023 A
- 2024 GF
- 2025 E
- 2026 D
- 2027 C
- 2028 BA
- 2029 G
- 2030 F

一年的主日字母代表了该年度日期对应的星期：
- A 以星期日开始的平年
- B 以星期六开始的平年
- C 以星期五开始的平年
- D 以星期四开始的平年
- E 以星期三开始的平年
- F 以星期二开始的平年
- G 以星期一开始的平年

- AG 以星期日开始的闰年
- BA 以星期六开始的闰年
- CB 以星期五开始的闰年
- DC 以星期四开始的闰年
- ED 以星期三开始的闰年
- FE 以星期二开始的闰年
- GF 以星期一开始的闰年